# Banátská čeština

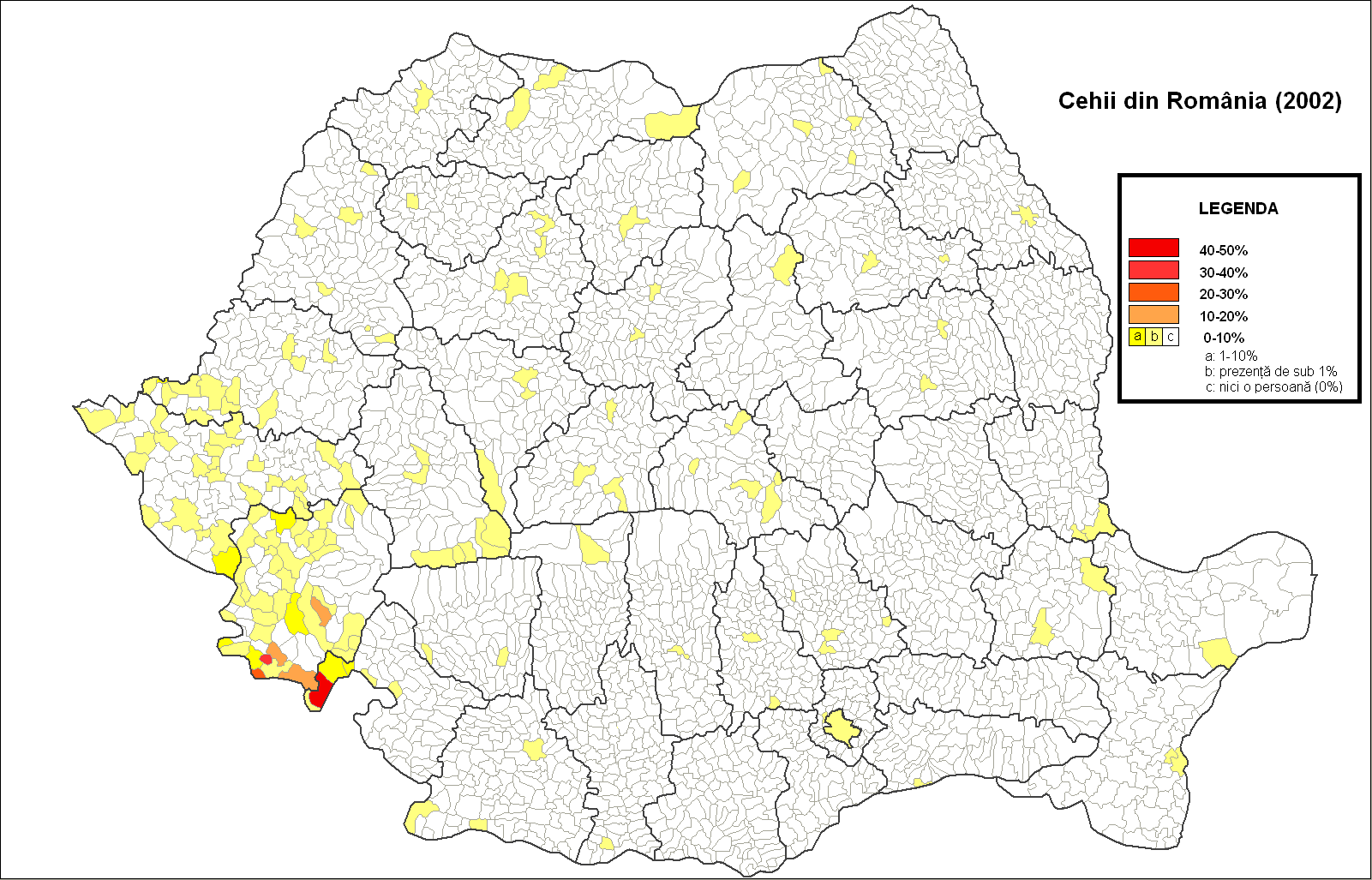
České obyvatelstvo v Rumunsku

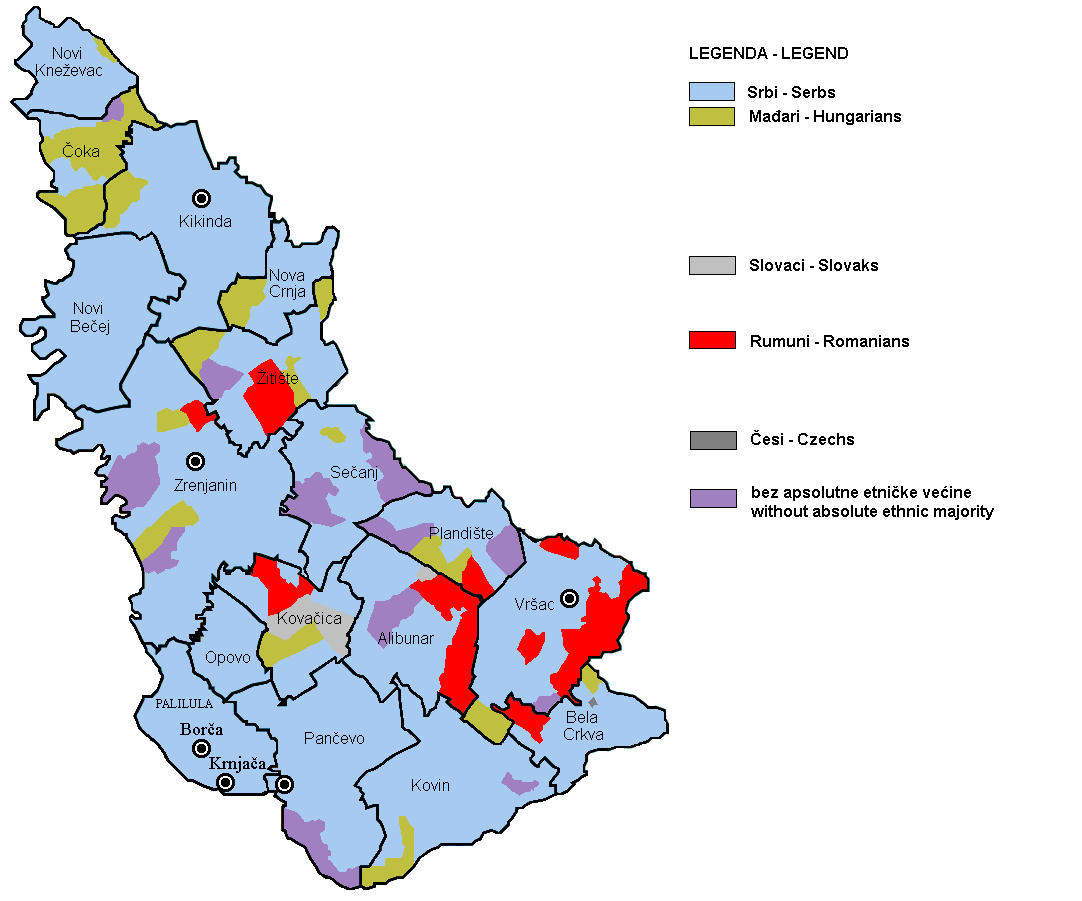
Etnické složení regionu Banátu v rámci Srbska.

Banátská čeština je mluva Čechů z Banátu, regionu na území současného Srbska a Rumunska. Tato varianta češtiny, kromě toho, že vychází z českého jazyka 19. století, je ovlivněna srbštinou, potažmo ve vesnicích na území dnešního Rumunska rumunštinou.
Vznikla z dialektů, kterými hovořili kolonisté z Čech (většinou středních, jižních a západních). Ti se usadili v 19. století v pohraničí Dolních Uher a Srbska na břehu řeky Dunaje. (Po roce 1918 se stal Banát součástí jednak Rumunska, jednak Jugoslávie.) Čeština banátských Čechů se přirozeným vývojem, zejména přerušením kulturních a společenských vazeb na Čechy a Moravu, začala odlišovat od jazyka většinové české společnosti na původním území. Ovlivnily ji také jazyky dalšího obyvatelstva - srbštiny, rumunštiny, němčiny, maďarštiny.
U banátských Čechů se lze setkat s germanismy, které se běžně vyskytovaly v českých a moravských dialektech (luft, krchov, šmakovat, koštovat), k nimž přibyly další, známé jako tzv. banatismy. V banátské češtině, jakož i v mluvě jiných českých enkláv, např. u Čechů ve Slavonii, se rovněž zachovaly některé české archaismy, které si původní kolonisté přinesli a které mezitím úplně nebo téměř vymizely ze spisovného i nespisovného jazyka staré vlasti (např. hůra, sednice, hory, hradba, plouh, dvíčata, poslanka).

## Rumunský vliv
Vliv rumunštiny se projevuje nejen v oblasti slovní zásoby, která se rozšířila o rumunská slova, ale i ve větné stavbě. Změnila se také stavba slov ve větě (přívlastek je kladen za substantivum). Do češtiny navíc pronikly spojky, jako například makar, barem (typické i pro srbštinu). Ovlivněna je i výslovnost cizích slov (mekánik namísto mechanik). Vznikly zcela nové výrazy, jako např. dát frnu (z rum.  a pune frânǎ). Z dalších rumunismů se poté objevuje gradince pro školku, režim pro dietu, cujka pro pálenku, pansament pro obvaz aj. Nová slovní zásoba k banátským Čechům přicházela přirozeně z rumunského jazyka, a proto byla přijímána rumunská slova ₋ makará pro jeřáb, kalifikári pro kvalifikaci, mašina pro auto, karitas pro charitu, štace pro stanice apod.

## Srbský vliv
Ze srbštiny se rozšířily do banátské češtiny hojné turkismy, jako například spojky baš, barem, makar a jiné. Ty se užívají společně na území dnešního Rumunska i Srbska. Přirozeně je však mluva banátských Čechů na území dnešního Srbska odlišná od té, která se používá v Rumunsku. Mezi srbismy, které se užívají v mluvě v Belé Crkvi, Kruščici a Českém Selu patří např. pustara (pustina), šuma (les), tvrdzava (pevnost), kúla (věž), kúča (dům) a dalších. Užívají se v ní také i některé srbské spojky a předložky, např. pa (vždyť, dokonce), da (že).
Z maďarštiny do banátské češtiny pronikly také vazby typu Otec mi je truhlář namísto Můj otec je truhlář, které existují i v srbském jazyce. Rozšířilo se i typicky balkánské slovo hajde (pojďme). Užívá se také srbsko/bulharsko/makedonského dákání.